# ماریان شیا
ماریان شیا (لهستانی: Marian Szeja; ۲۰ اوت ۱۹۴۱ – ۲۵ فوریهٔ ۲۰۱۵) بازیکن فوتبال اهل لهستان بود.
از باشگاه‌هایی که در آن بازی کرده‌است می‌توان به باشگاه فوتبال متس و باشگاه فوتبال اوسر اشاره کرد.
وی به‌همراه تیم ملی فوتبال لهستان به مقام قهرمانی بازی‌های المپیک تابستانی ۱۹۷۲ دست پیدا کرده‌است.